# 南朝墓
南朝墓，位于中国广东省云浮市罗定市罗镜镇水摆，为罗定市的一个市级文物保护单位，类型为古墓葬，公布时间为1985年5月20日。
南朝墓的历史年代为南朝。